# 직지초등학교 (충북)
직지초등학교는 대한민국 충청북도 청주시에 있는 공립초등학교다.

## 학교 연혁
- 2009.02.06 직지초등학교 설립조례 공포(24학급)
- 2009.03.01 직지초등학교 개교(초등 12학급, 병설유치원 2학급)
- 2009.03.03 제1회 초등학교 입학식(12학급, 266명)
- 2009.03.12 제1회 유치원 입학식(2학급, 46명)
- 2009.05.01 개교기념식(초등 3학년 1개 학급 증설 총 13학급)
- 2009.06.05 초등 6학년 1개 학급 증설(총 14학급)
- 2010.03.01 초등 8학급 증설(총 22학급)
- 2010.03.01 유치원 1개 학급 증설(총 3학급)
- 2012.02.16 제3회 졸업식
- 2012.03.01 초등 2학급 증설(총 26학급)
- 2012.03.05 제4회 초등학교 입학식(5학급, 131명)
- 2013.02.19 제4회 졸업식
- 2013.03.01 초등학교 국정도서 현장 적합성 검토 연구학교 지정
- 2013.03.04 제5회 초등학교 입학식(4학급, 128명)
- 2013.09.01 제4대 김서호 교장선생님 부임
- 2014.02.18 제5회 졸업식(졸업생 총 465명)
- 2014.03.01 초등 2학급 증설(총 28학급)
- 2015.02.12 제 6회 졸업식 (졸업생 총 588명)
- 2015.03.01초등 1학급 증설(총29학급) 유치원 3학급
- 2015.03.01~ 2017.02.28청주교육대학교 교육실습협력학교 운영
- 2016.02.16제7회 졸업식(4학급, 107명)
- 2016.03.01초등 1학급 증설(총 30학급) 유치원 3학급 이상복 교장선생님 부임
- 2016.03.03제8회 입학식(5학급)2016.03.01~ 2017.02.28 청주교육대학교 실습협력학교 운영
- 2016.02.16제8회 졸업식(5학급, 129명)
- 2016.03.02제9회 입학식(5학급, 113명)
- 2018.03.01~ 2019.02.28 EBS연구시범학교 운영2018.02.09.제9회 졸업식(5학급, 115명)
- 2018.03.02.제10회 입학식(5학급, 120명)
- 2019.09.01 오병미 교장선생님 부임